# Ein Sommer in Antwerpen
Ein Sommer in Antwerpen ist ein deutscher Fernsehfilm von Ulrike Hamacher aus dem Jahr 2021. Bei dem in der Rubrik „Herzkino“ startenden ZDF-Sonntagsfilm handelt es sich um die sechsunddreißigste Folge der Filmreihe Ein Sommer in…, die an wechselnden Schauplätzen der Welt spielt.

## Handlung
Carolina Werninger möchte mit Johann Kopsted ein neues Modelabel gründen. In Antwerpen findet sie die lange vermisste Sandkastenfreundin Judith ihrer Oma Magda wieder. Sie wollen sich in der Wohnung von Judith treffen, finden aber dort den jungen Mathis van Anderlecht vor, der die Wohnung gerade renoviert. Gefragt, weiß er auch nichts von einer Judith. Jedoch hilft Mathis ihr bei der Suche und erweckt in ihr Gefühle, die sie durcheinander bringen.

## Hintergrund
Ein Sommer in Antwerpen wurde vom 28. Juli 2020 bis zum 24. August 2020 in Antwerpen und Umgebung gedreht. Produziert wurde der Film von der Network Movie.

## Kritik
Die Kritiker der Fernsehzeitschrift TV Spielfilm zeigten mit dem Daumen nach oben, gaben für Humor und Spannung je einen von drei möglichen Punkten und fassten kritisch für sich zusammen: „Keine Überraschungen, aber sympathischer Cast“.